# All That Remains (romance)
All That Remains(Tudo o Que Resta) é um romance policial da escritora norte-americana Patricia Cornwell Publicado pela primeira vez em 1992 é protagonizado pela médica forense Kay Scarpetta.

## Enredo
Deborah Harvey, filha de Pat Harvey, a Dama de Ferro(republicana famosa por sua aversão às drogas) e seu namorado Fred Cheney, são encontrados mortos próximo ao Camp Peary, um centro de treinamento da CIA, vários meses após a polícia local encontrar o jipe de Deborah abandonado. Essa é a quarta vez que um casal desaparece e posteriormente é encontrado morto na cidade de Richmond, todos eles sem sapatos ou meias, e com um valete de copas no carro dos casais. A médica forense Kay Scarpetta, junto ao policial Pete Marino e a repórter do The Washington Post, Abby Turnball, tentarão desevendar esse mistério e prender mais esse serial killer. Kay, Pete e Abby porém, terão de enfrentar o desejo de vingança de Pat Harvey, e as tentativas de desinformação montadas pelo FBI e pela CIA.

### Personagens
- Kay Scarpetta-médica forense, que tenta conciliar sua vida pessoal com uma rotina pesada de investigações criminais.
- Pete Marino-policial local, amigo de Kay, que junto a essa tentará desvendar o mistério mesmo que para isso tenha que agir contra o FBI e a CIA.
- Benton Wesley-agente do FBI, amigo de Kay e Pete, mas que por conta de seu cargo não pode colaborar com a investigação da polícia.
- Abby Turnball-repórter policial do The Washington Post, que após investigar os assassinatos em Richmond passa a ser perseguida e espionada, e quase é demitida do Post. Abby é amiga de Kay, já que sua irmã, Henna, foi vítima de um serial killer em Richmond.(no livro Post Mortem)
- Pat Harvey-mãe de Deborah Harvey, que acusa o FBI e a polícia de defender o assassino dos casais, que segundo ela, seria um agente da CIA.